# (515) Atalía
(515) Atalía es un asteroide perteneciente al cinturón de asteroides descubierto el 20 de septiembre de 1903 por Maximilian Franz Wolf desde el observatorio de Heidelberg-Königstuhl, Alemania.
Está nombrado en honor de Atalía, reina de Judá del siglo IX a. C.
Forma parte de la familia asteroidal de Temis.